# Kostel svatého Mikuláše (Lomnice nad Popelkou)
Kostel svatého Mikuláše, často uváděný jako Kostel svatého Mikuláše z Bari je římskokatolický, orientovaný, farní kostel v Lomnici nad Popelkou v okrese Semily v Libereckém kraji. Kostel je chráněn jako kulturní památka České republiky. Dobře dochovaná pozdně barokní památka, situovaná v dolní části náměstí, představuje výraznou dominantu historického jádra města.

## Historie
Původní farní kostel na stejném místě je připomínán roku 1354 a k jeho přestavbě došlo v roce 1505. Vyhořel v roce 1590 při požáru města. Poté byl roku 1592 postaven kamenný kostel a u něj dřevěná věž pro zvony. V roce 1767 chtěl farář Václav Hegler postavit kostel pod nynější farou, ale veřejnost i radní chtěli, aby stál na náměstí. Farář upustil od původního záměru a tak je nový kostel na místě původního. Kostel sloužil až do roku 1781, kdy byl zbořen. Z původního kostela se dochovala jen krypta a dva mramorové náhrobky majitelů Lomnice Václava Štěpanického z Valdštejna (1579) a jeho manželky Elišky z Martinic (1605). Dne 13. června 1781 byl položen základní kámen a postaven nový kostel podle projektu Antona Teimera. V roce 1782 se započalo se stavěním oltáře, oken a kazatelny a na svátek svatého Václava byl kostel vysvěcen. V letech 1783-85 bylo dokončeno vyřezání oltáře, vymramorování kazatelny a do kostela byly dovezeny varhany. Kostel vysvětil královéhradecký biskup Jan Leopold Hay. V roce 1849 postihl kostel a část města velký požár, po kterém z kostela zbyly pouze obvodobé zdi, část klenby se zřítila a byl zničen i mobiliář. Kostel byl obnoven o tři roky později, ale hlavní průčelí, které se zřítilo při požáru, nebylo obnoveno v původní kráse. Opravena byl hlavně střecha a krovy, které požár zasáhl nejvýrazněji. Do oprav vložil peníze majitel zdejšího panství Kamil Rohan a práce probíhaly až do roku 1852. Interiér, především malby, byl opraven až v roce 1897. Poslední větší oprava proběhla v roce 2002 a po ní byl kostel znovu vysvěcen.

## Architektura
Jednolodní zděná pozdně barokní stavba na obdélném půdorysu zakončená na východní straně zúženým segmentově uzavřeným presbytářem s patrovou sakristií.
Stavbu kryje sedlová střecha s obloukovým zakončením. V závěru hřebene nad presbytářem je štíhlý jehlancový sanktusník s původně renesančním zvonem z roku 1591, který byl přelit roku 1756. Nad hlavním vchodem je litinový erb rodu Rohanů, donátorů kostela a posledních majitelů lomnického panství.

## Interiér
V interiéru se nacházejí hodnotné řezbářské práce od Jan Hájka z Kosmonos, zejména oltáře, kazatelna a křtitelnice. Jan Hájek je i autorem výzdoby průčelí. Dalším významným umělcem, který se podílel na výzdobě kostela, byl pražský malíř Fidelius Weibel.

## Varhany
Původní barokní varhany byly zničeny při požáru a byly nahrazeny v roce 1882 novými z dílny lomnického varhanáře Josefa Kobrleho.

## Okolí kostela
Do roku 1652 byl kolem kostela původní hřbitov, ale po švédském drancování a moru nebyl schopen pojmout více nebožtíků, a tak byl zřízen nový hřbitov za městem. U kostela se nachází kříž lidové misie z roku 2004, dříve barokní socha sv. Jana Nepomuckého z roku 1739 (přesunuta od ulice Hálkova) a pamětní deska lomnického hudebního skladatele Františka Doubravského, který zde působil jako sbormistr a varhaník.

## Bohoslužby
Pravidelné bohoslužby se konají v neděli v 9.30, v úterý v 18.00 a v pátek 18.00.

## Fotogalerie

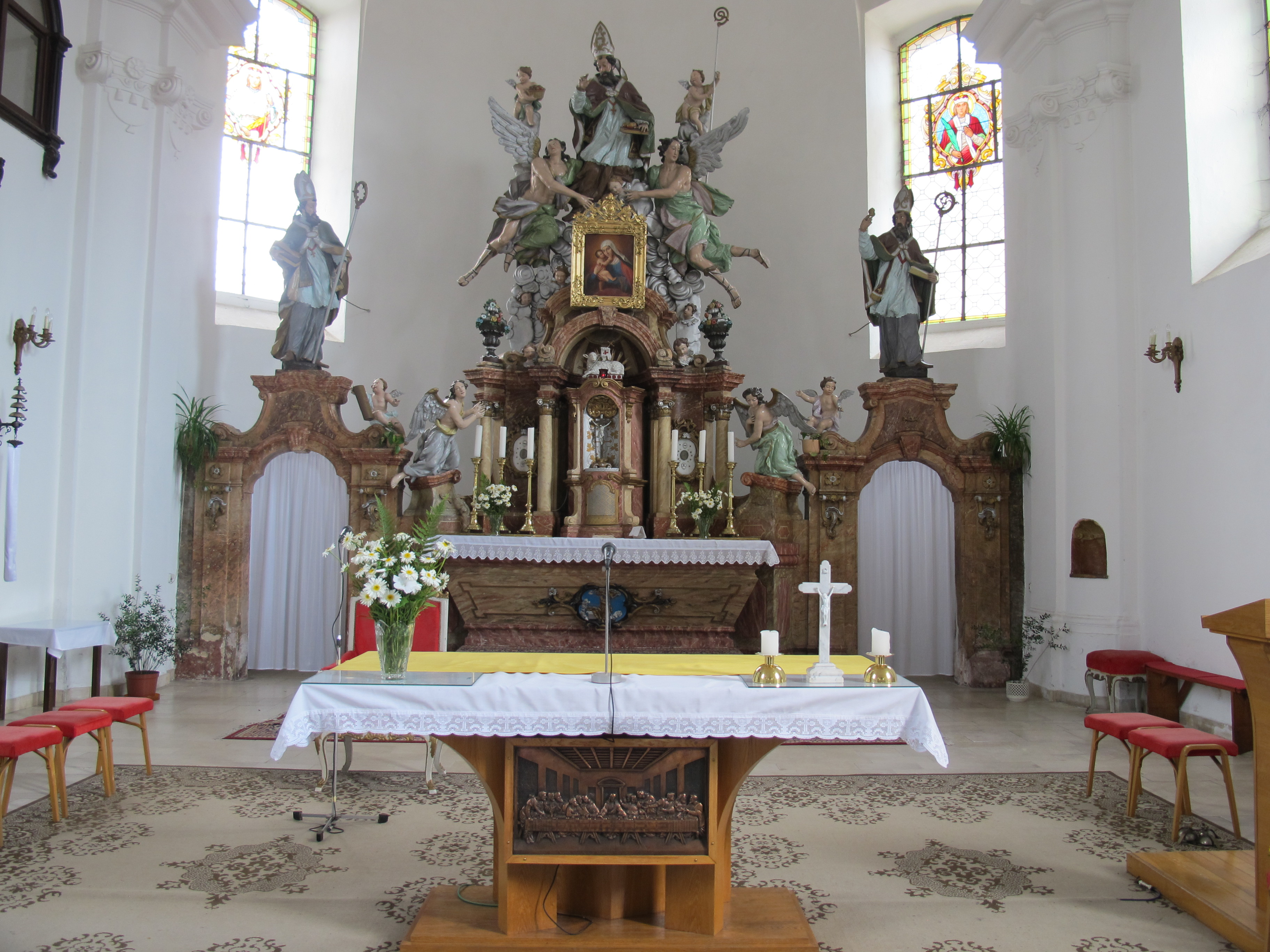
Interiér
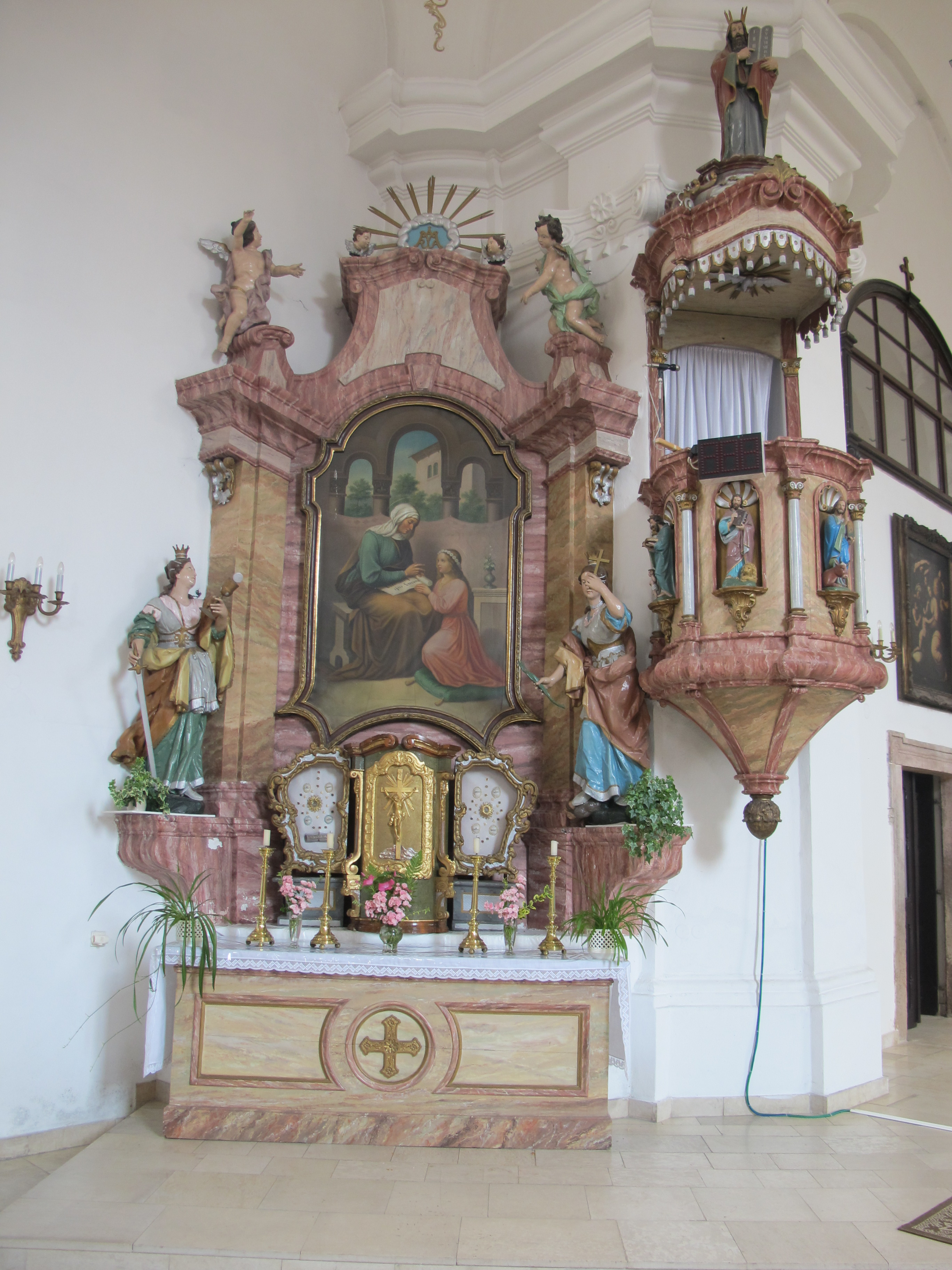
Boční oltář a kazatelna
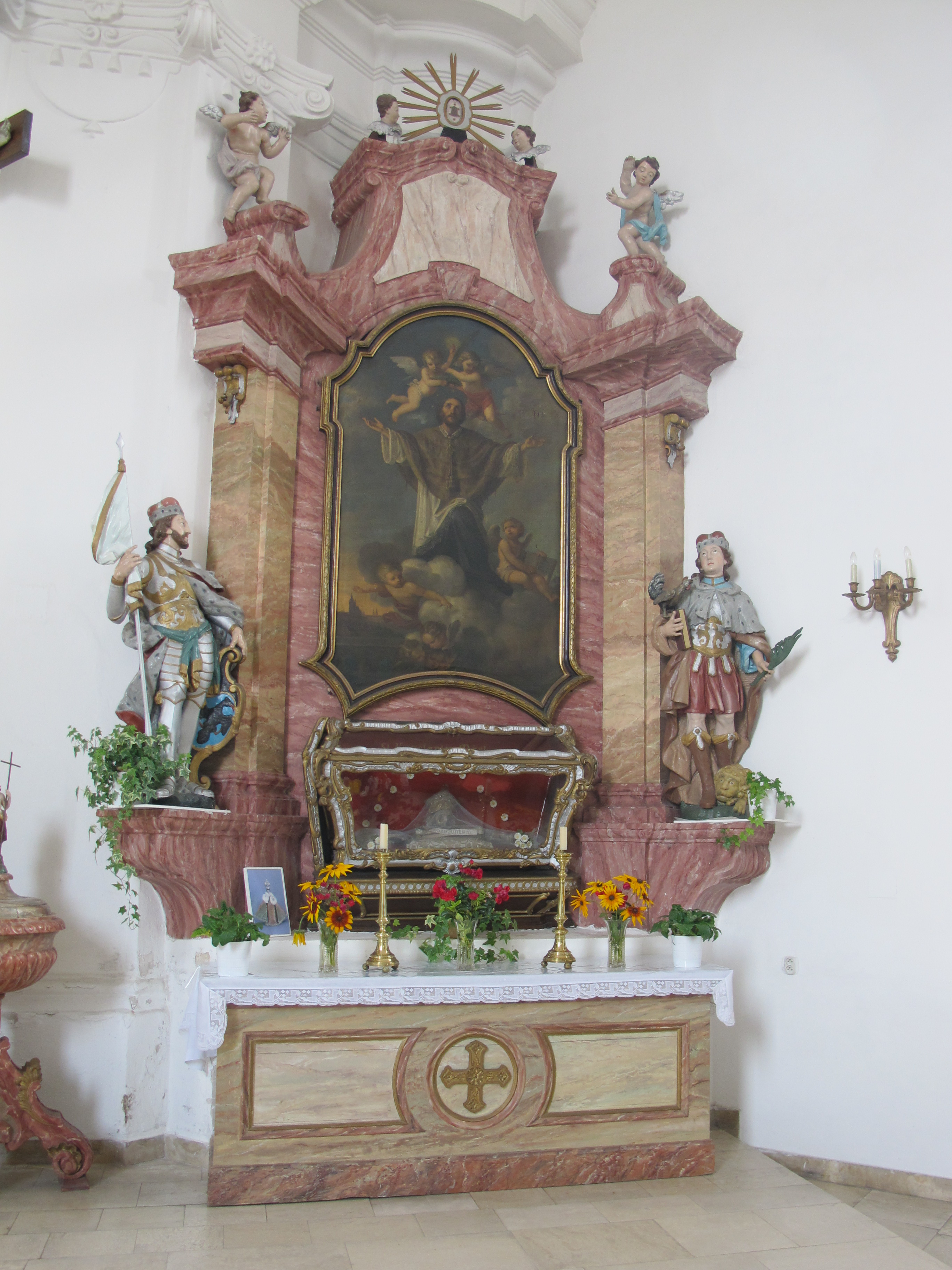
Boční oltář
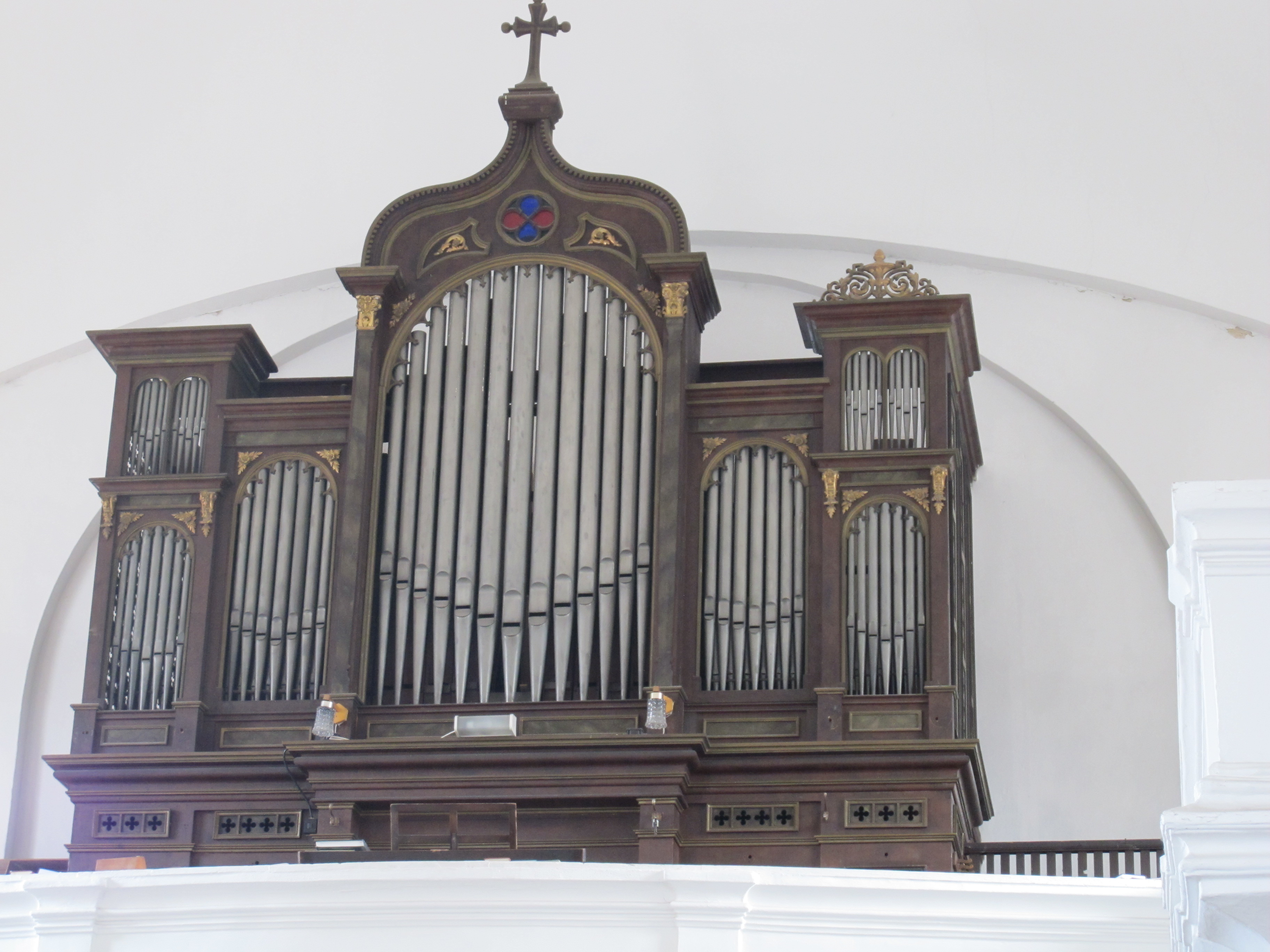
Varhany
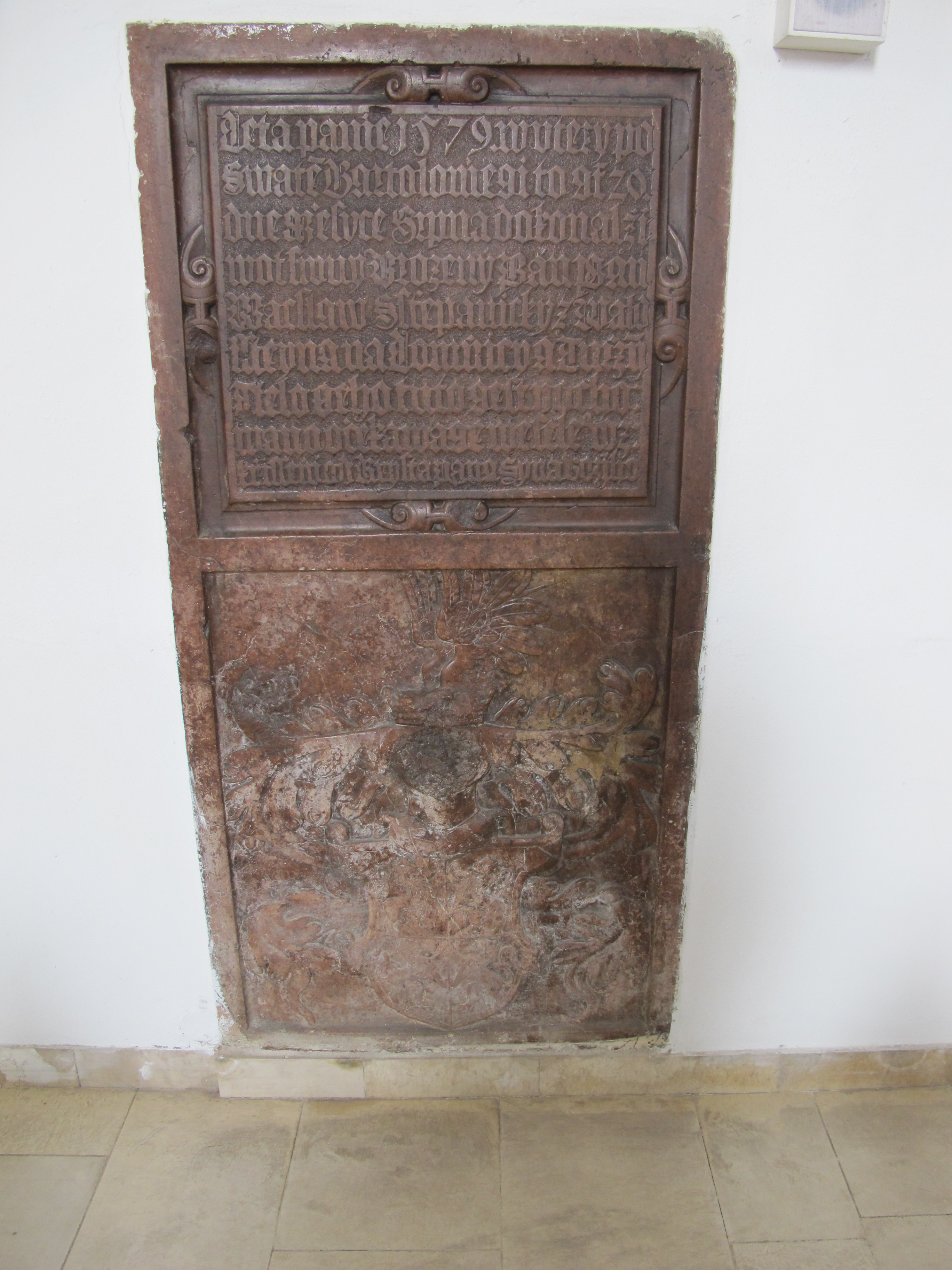
Náhrobek Václava Štěpanického z Valdštejna
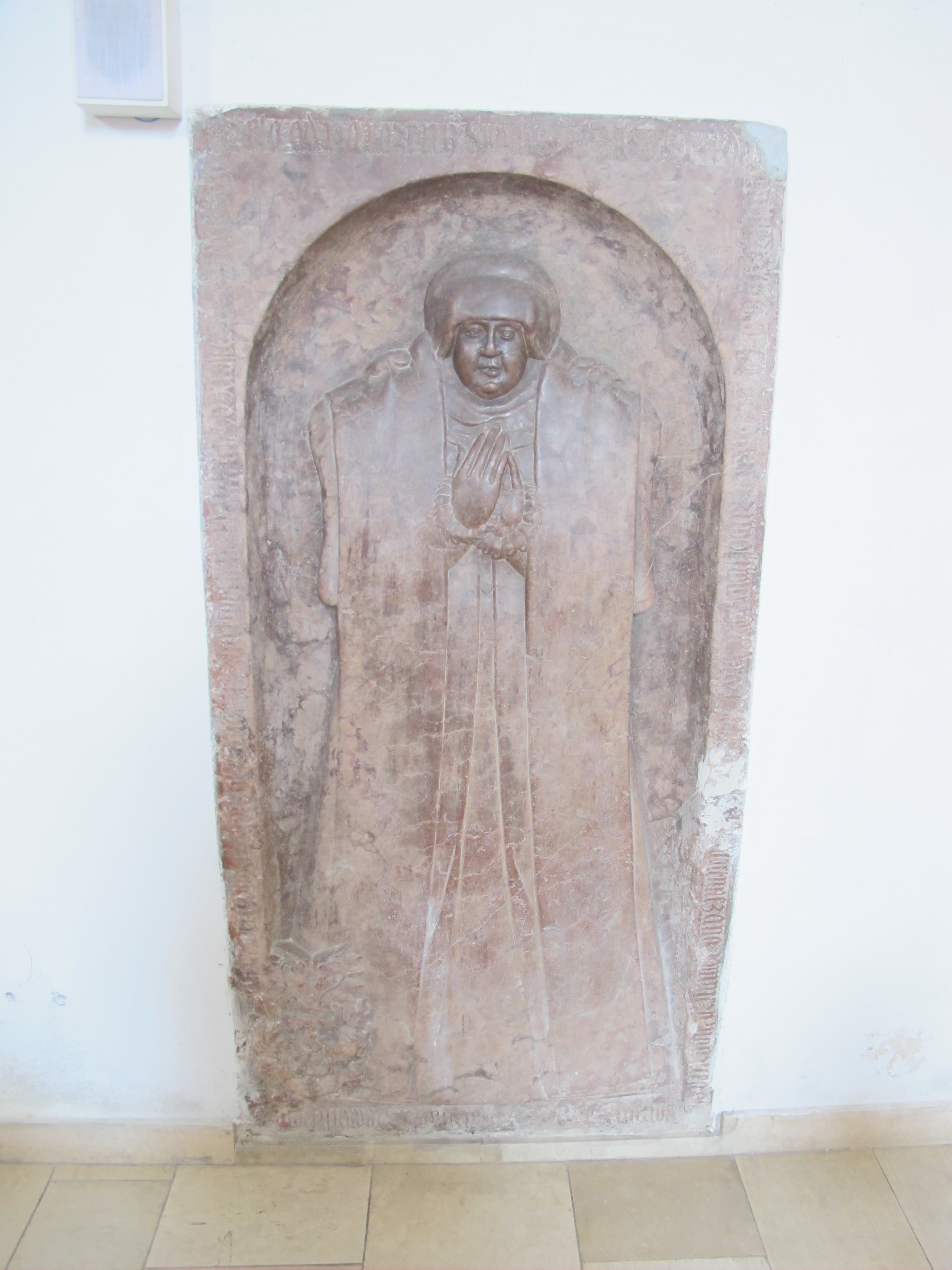
Náhrobek Elišky z Martinic
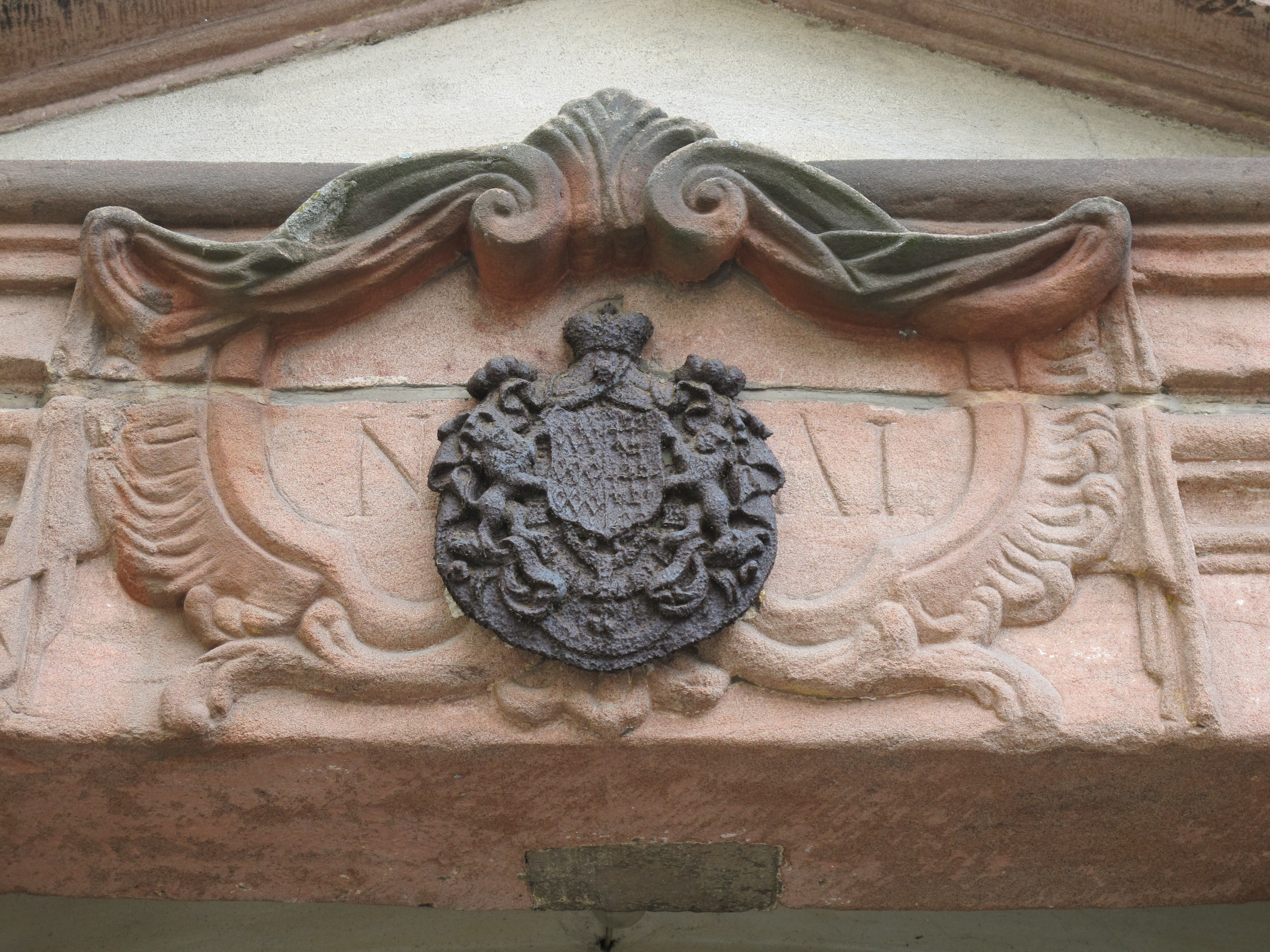
Erb Rohanů
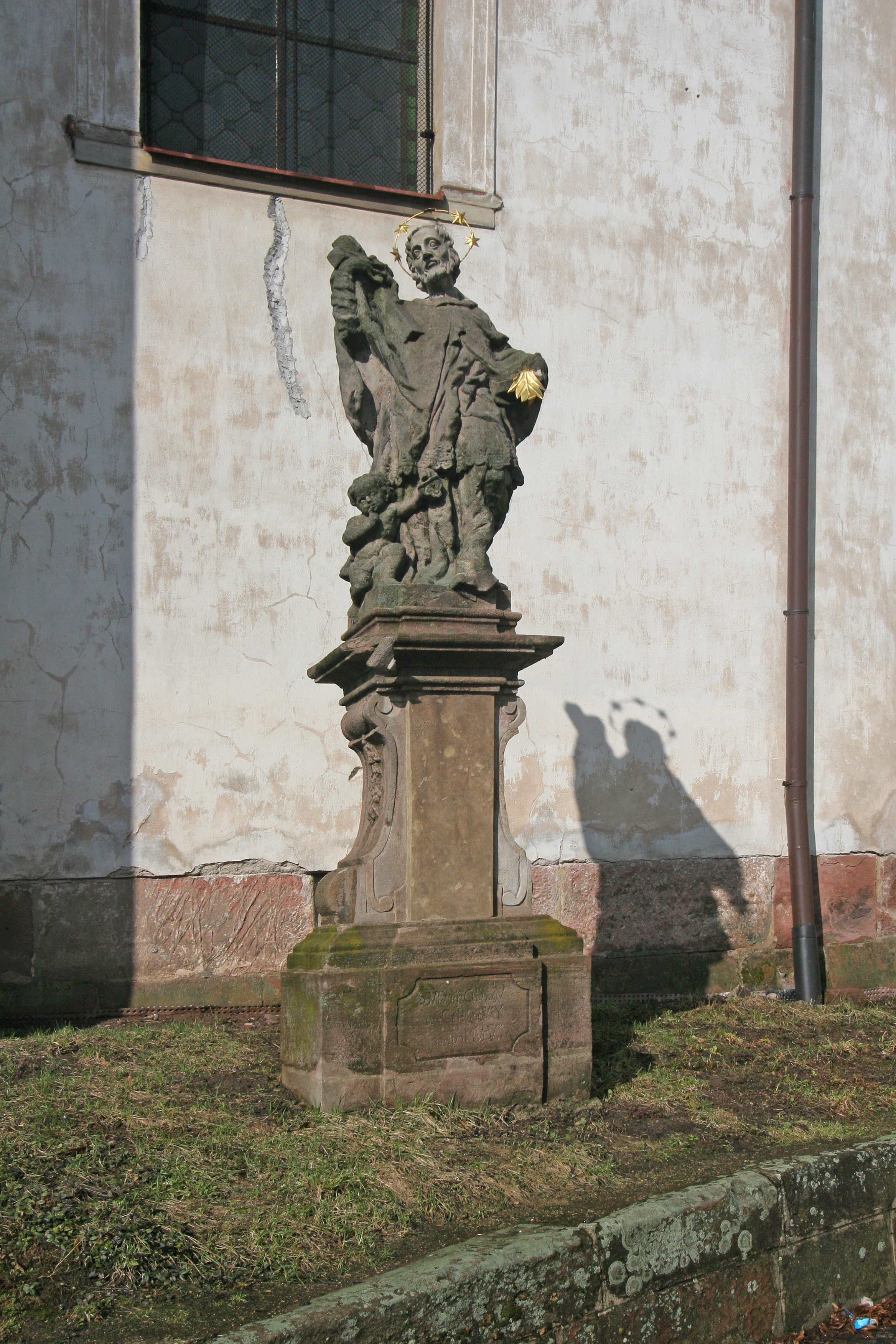
Socha sv. Jana Nepomuckého
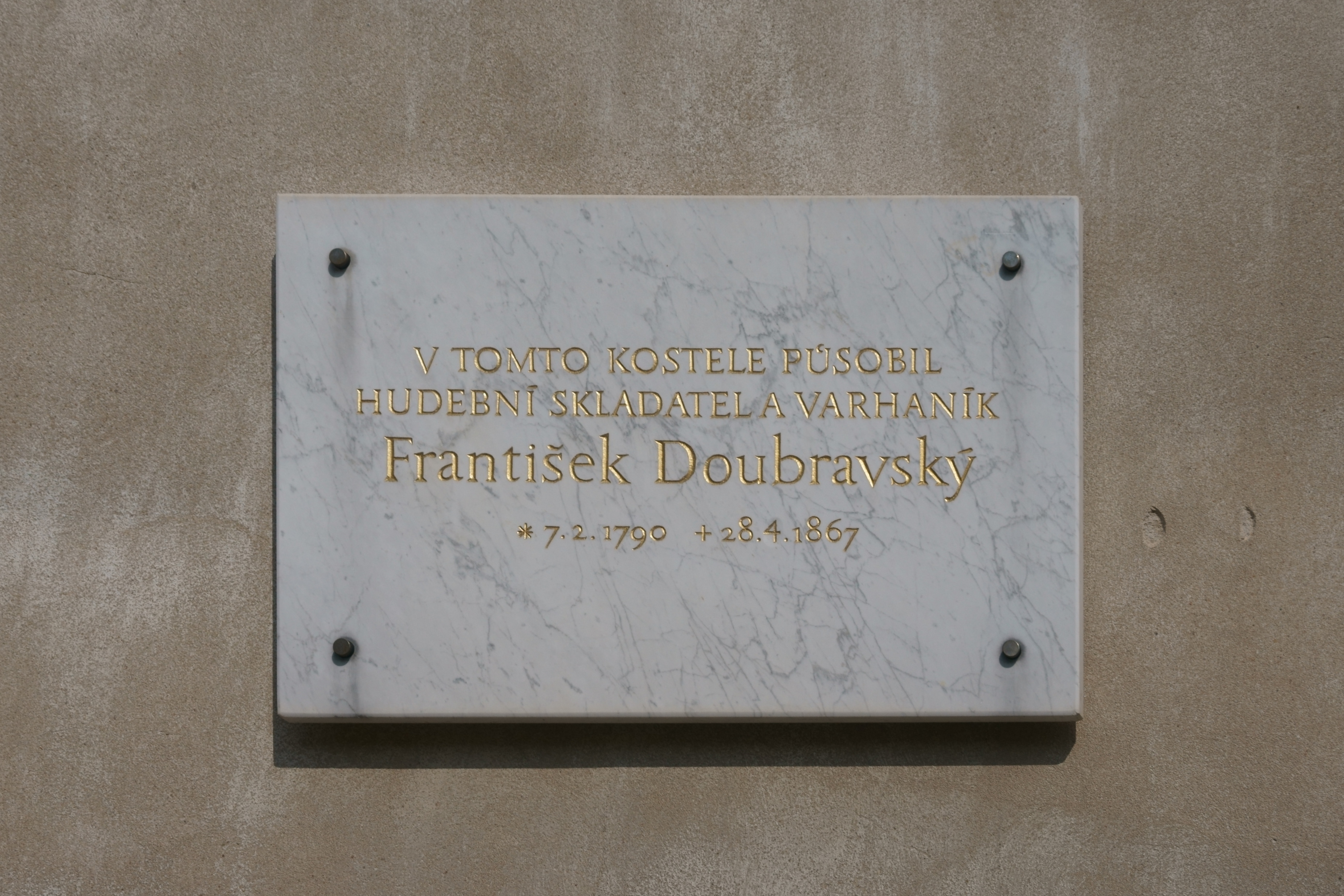
Pamětní deska na působení Františka Doubravského
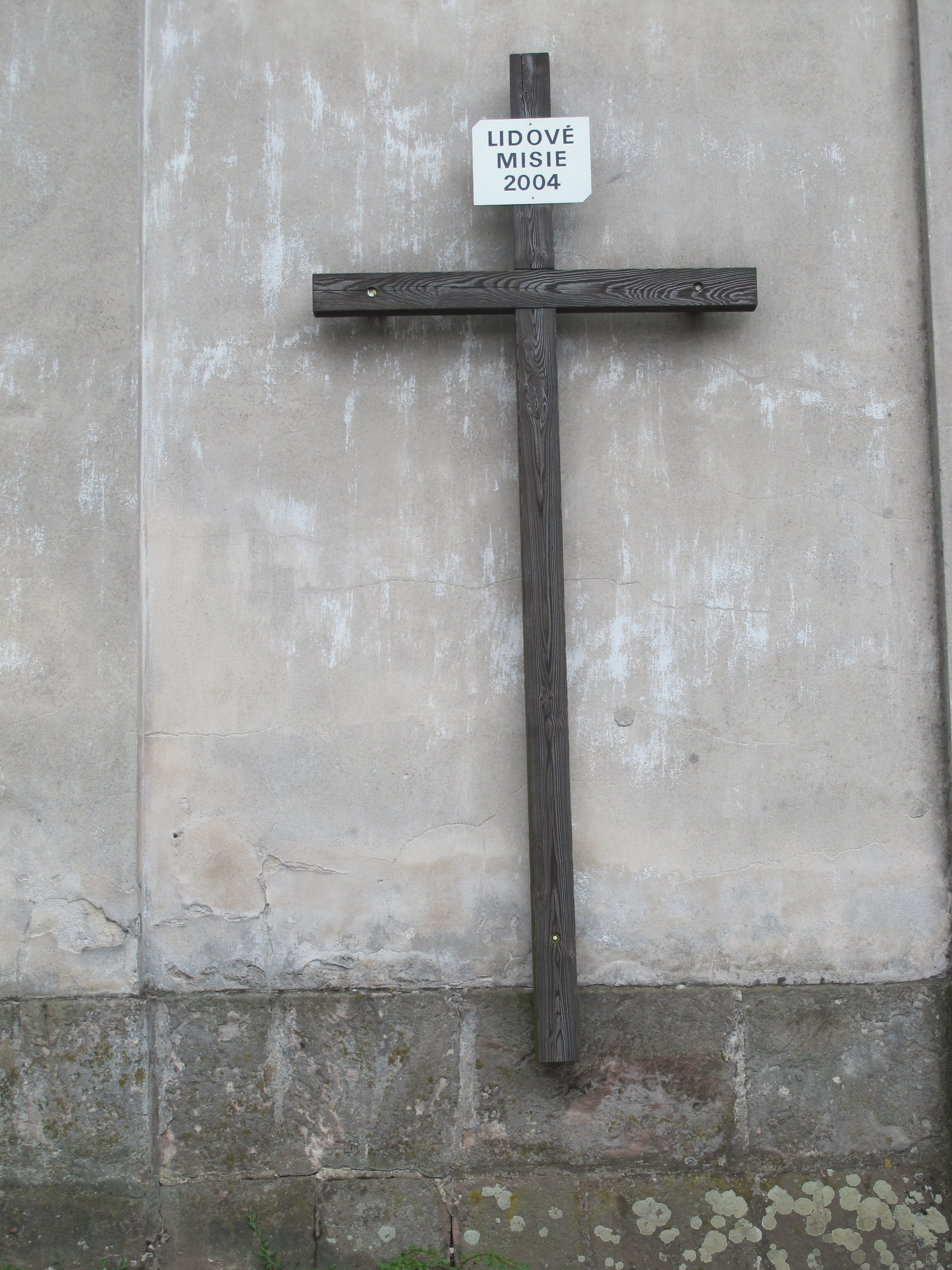
Misijní kříž
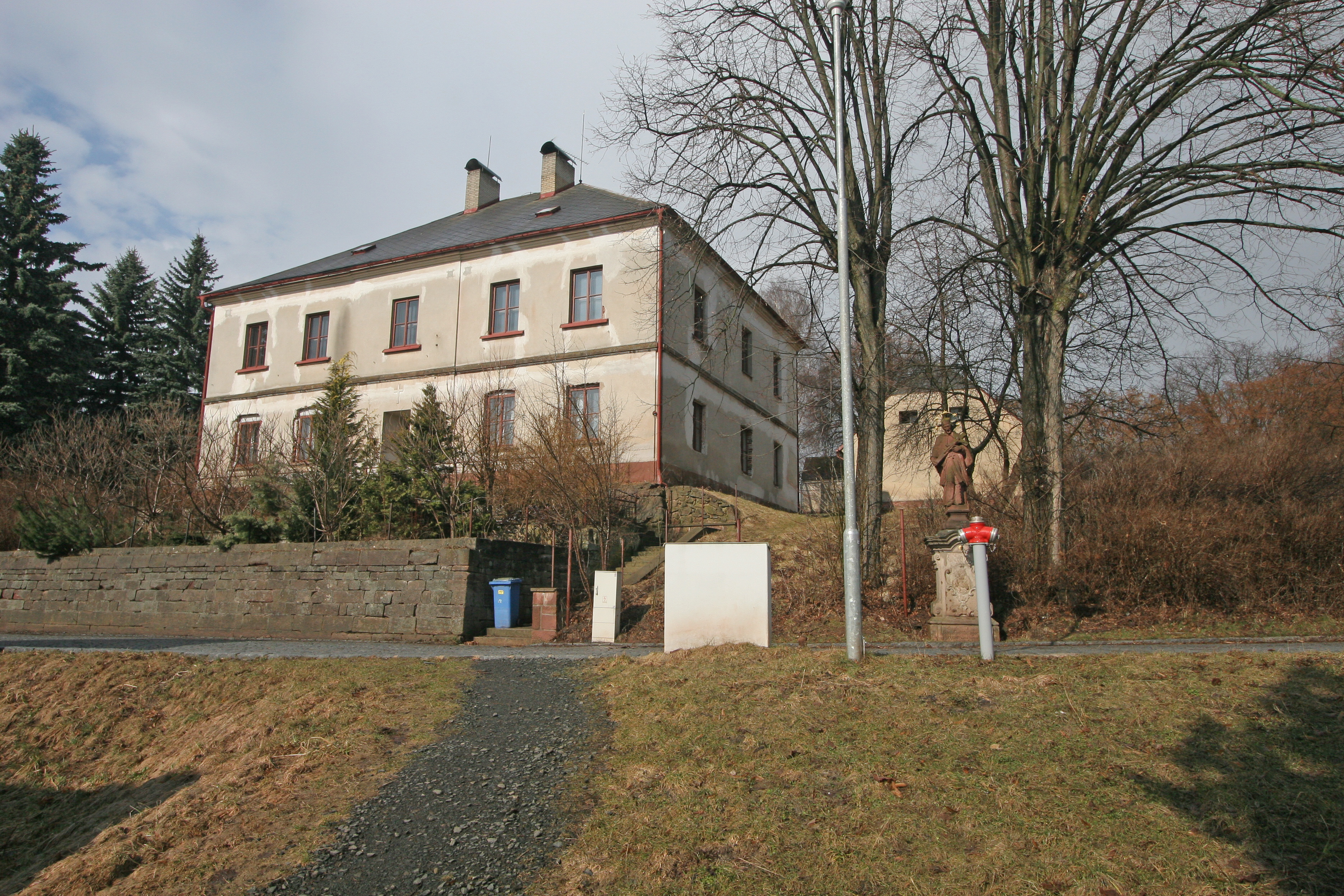
Fara